# Hasseltia monagensis
Hasseltia monagensis är en videväxtart som beskrevs av Julian Alfred Steyermark. Hasseltia monagensis ingår i släktet Hasseltia och familjen videväxter. Inga underarter finns listade i Catalogue of Life.